# پی‌اس کانبرا
پی‌اس کانبرا (به انگلیسی: PS Canberra) یک کشتی است. این کشتی در سال ۱۹۱۲ ساخته شد.